# La vena d'oro (film 1955)
La vena d'oro è un film del 1955 diretto da Mauro Bolognini.

## Trama
Corrado è un adolescente che vive con la madre Maria che si è totalmente dedicata a lui dalla morte del marito. Proprio il ragazzo invita a casa sua Stefano, un archeologo, che subito si innamora della donna. Maria inizia a rifiorire ma il figlio, esageratamente geloso, cerca di bloccare sul nascere questa storia e contemporaneamente rovina la sua prima storia d'amore con Carla.
Sarà Maria ad aiutare Corrado a riconquistare la ragazza; a sua volta Corrado richiamerà Stefano, permettendogli di stare accanto a sua madre.